# La Merced de Buenos Aires
La Merced de Buenos Aires (más conocida como Buenos Aires) es una localidad perteneciente al cantón Urcuquí, al noroeste de la provincia de Imbabura, Ecuador.

## Historia
El antiguo caserío de Buenos Aires, habitado desde inicios del siglo XX, fue elevado a parroquia rural el 21 de junio de 1941, dentro del cantón Ibarra, a cuya jurisdicción perteneció hasta el 9 de febrero de 1984, en que se creó el cantón Urcuquí.

## Geografía
Ubicada muy cerca del parque nacional Cotacachi-Cayapas, a una altura entre los 2270 metros sobre el nivel del mar, que desciende hacia los confines occidentales de la parroquia, Buenos Aires limita por el norte con la parroquia Lita del cantón Ibarra, por el sur con las parroquias Cahuasquí y la parroquia Imantag de Cotacachi, por el este con la parroquia La Carolina de Ibarra y por el oeste con la parroquia Alto Tambo de la provincia de Esmeraldas. Su clima es de tipo mesotérmico húmedo y subtropical en las estribaciones de la zona.

## Actividades económicas

### Agricultura y ganadería
Destacan el cultivo de productos tradicionales como maíz, papas, mellocos, ocas, fréjol, caña de azúcar, yuca, papaya y tomate de árbol. Ha cobrado mucha fuerza también la actividad acuícola, principalmente con la crianza de truchas.

### Minería
En La Merced de Buenos Aires se encuentran las concesiones mineras Imba 1 e Imba 2, esta última adjudicada a la empresa Hanrine, subsidiaria en Ecuador de la minera australiana Hancock Prospecting.
Sin embargo, entre 2017 y 2019 la parroquia debió enfrentar el problema de la minería ilegal, que provocó la llegada de más de seis mil personas procedentes de parroquias vecinas y otras provincias de Ecuador, así como de trabajadores colombianos y venezolanos, que fueron desalojados finalmente por la fuerza pública, pese a lo cual, los residentes locales, dedicados tradicionalmente a la agricultura, afirman no sentirse seguros aún, además de demandar la reparación de los serios daños ambientales ocasionados por la actividad.